# Erling Tambs
Erling Tambs (* 25. Mai 1888 in Larvik, Norwegen; † 29. Januar 1967) war ein norwegischer Schriftsteller und Segler.

## Leben
Erling Tambs wurde als sechstes Kind des Rechtsanwalts Victor Emanuel Tambs und seiner Frau Henriette geboren. Als Kind verlor er Vater und einen Bruder: sie ertranken beim Segeln. Tambs heuerte mit 15 Jahren auf einem Rahsegler an. Nach achtjähriger Langfahrt (bis Australien) versuchte er sich als Sekretär, Journalist, Romancier und Importeur in Oslo. Da so richtig nichts gelang, fasste er 1928 den Plan, mit seiner Frau Julie auf eigenem Kiel, der Teddy, davon zu segeln. Sie mussten sich heimlich – die Behörden wollten sie auf Grund der mangelnden Ausrüstung ihres Schiffs nicht auslaufen lassen – aus dem Hafen schleichen. Ein knappes Jahr nach dem Start wurde auf den Kanarischen Inseln Sohn Tony geboren, sechs Wochen später starteten sie zu der Atlantiküberquerung. Über Trinidad und Panama erreichten sie die Südsee. Kokos-Inseln, Marquesas und Gesellschaftsinseln lagen am Weg; 1931, in Neuseeland wird Tochter Tui geboren. 1932, nach dem Auslaufen von Auckland trieb die Teddy in den Riffen der Challenger-Inseln auf die Felsen. Tambs schnitt Tony, der an der Reling festgebunden war, los und sprang mit dem Kind auf einen Felsenvorsprung. Julie wurde über Bord gewaschen, kämpfte sich zerschunden an Land. Tambs rettete auch Tui, die Brandung zertrümmert das Schiff.
Als 1935 der Cruising Club of America eine Atlantikregatta ausschrieb, wollte Tambs sein Heimatland vertreten. Er kaufte die Sandefjord, einen Colin-Archer-Riss, und segelte mit Freunden nach Newport. Im Sturm erfasste eine gewaltige Welle das Schiff, es kenterte. Ein Mann ertrank, unter Notrigg erreichten sie das Ziel.
1937 wollte Erling Tambs noch einmal im Pazifik segeln. Um die Reisekasse aufzufüllen, musste er das Schiff an Vogelkundler verchartern, die die Insel Tristan da Cunha erkundeten. Tambs selbst betrat nicht ein einziges Mal Land, segelte Monate im Kreis oder wartete beigedreht auf Order. Krank vom Skorbut und mit einem Schiff in desolatem Zustand erreichte Tambs Kapstadt, wo er das Schiff aus Geldmangel verkaufen musste. Er starb 1967.
In Deutschland erschienen Erling Tambs' Bücher Hochzeitsreise aber wie! Im Lotsenkutter durch zwei Weltmeere, Inseln der Seligen und Kreuzfahrten des Grauens. Sie handeln alle von seinen Fahrten. Es sind ehrlich geschriebene, packende Erlebnisberichte.

## Schiff
Die Sandefjord war ein norwegischer Spitzgatter, ein ehemaliges Arbeitsboot der Küstenwacht. Es handelt sich um eine gaffelgetakelte Ketsch, die Colin Archer gezeichnet hat. Sie wurde 1913 in Risör gebaut und hatte eine Länge ü.a. von 14,36 m, eine Breite von 4,94 m, und eine von Tiefgang 2,44 m. Sie trug 82,6 m² Segel, den Motor baute Tambs aus.
Auf das pitch polling (Über-Kopf-gehen) der Sandefjord nehmen heute noch Fachbücher Bezug, wenn es um die Eigenschaften von Rumpf- und Heckformen von Segelyachten geht. Unter Seglern sind die Colin-Archer-Risse nicht ganz unumstritten: „Schlechte Am-Wind-Eigenschaften“, „zu langsam“, „mangelnder Auftrieb am Heck“ sind die Argumente der einen Seite, die andere lobt ihre „Schönheit“, „die Fähigkeit, bei jedem Wetter gefahrenlos beiliegen zu können“ und die „guten Selbststeuereigenschaften“.
Colin-Archer-Doppelender ist ein Yachttyp, der schon mehr als 100 Jahre fast unverändert weiter gebaut wird, wohl einzig in dieser Art.
Die Sandefjord segelte 1965 in 21 Monaten um die Welt und seitdem wieder an den nordischen Küsten.

## Werke
- Hard Seilas (dt. "Kreuzfahrten des Grauens" 1979, ISBN 3-922117-05-8)
- Seilasen med Teddy (dt. "Hochzeitsreise - aber wie! Im Lotsenkutter durch zwei Weltmeere" 1947)
- Inseln der Seligen Leipzig 1944.